# Front révolutionnaire de gauche
Le Front révolutionnaire de gauche (en espagnol : Frente Revolucionario de Izquierda ; FRI) est un parti politique bolivien historiquement de centre gauche fondé le 23 avril 1978 à La Paz par le dirigeant Oscar Zamora Medinaceli, qui préside le parti jusqu'à sa mort en 2017. Le président actuel du parti est Édgar Guzmán Jáuregui et son secrétaire général est Wálter Villagra Romay.

## Histoire
Le Front révolutionnaire de gauche (FRI) est formé lors d'une conférence nationale des forces de gauche, tenue le 23 avril 1978 dans la capitale bolivienne, La Paz. La fondation du FRI en avril 1978 est alors une formalisation d’une coopération informelle déjà existante entre différents groupes politiques.
À cette époque, le FRI est composé du Parti communiste de Bolivie (marxiste-léniniste) (PCB (ML)), du Parti révolutionnaire de la gauche nationaliste (PRIN), du Parti des travailleurs révolutionnaires de Bolivie (PRTB), du parti POR-Combate, de l'avant-garde communiste du POR (les deux derniers étaient des groupes trotskistes) et d'un groupe indépendant dirigé par Manuel Morales Dávila,,,.    
Bien qu'Óscar Zamora Medinaceli est le président du FRI, le parti est politiquement sous le contrôle du Parti communiste de Bolivie (marxiste-léniniste) (PCB (ML)). Lidia Gueiler Tejada, qui deviendra présidente de la République l'année suivante, occupe le poste de vice-présidente du parti. 

### Élections de 1978 et 1979
Le candidat présidentiel du FRI aux élections générales de 1978 est Casiano Amurrio qui récolte 23 459 voix (1,2 % du vote national). Aux élections législatives, le FRI obtient le même résultat.
En 1979, avant les élections de cette année-là, le Parti révolutionnaire de la gauche nationaliste (PRIN) quitte le FRI pour rejoindre l'Unité démocratique populaire (UDP) dirigée par Hernán Siles Suazo. Le groupe citoyen de Manuel Morales Dávila se détache également du FRI. Avec ces scissions, le parti devient une simple façade publique pour le PCB (ML), d’autres factions ayant également quitté. Le FRI tente en vain de fusionner avec l'UDP.
Lors des élections de 1979, le FRI faisait déjà partie d'une coalition plus large, l'Alliance démocratique (qui portait également le nom officiel de Mouvement nationaliste révolutionnaire-Alliance) composée du Mouvement nationaliste révolutionnaire (MNR),  du Parti démocrate-chrétien (PDC) et du Parti révolutionnaire authentique (PRA) de Walter Guevara Arze. Au sein de cette alliance, le FRI composé du PCB (ML) remporte cinq sièges.

### Années 1980 et 1990
Lors des élections générales de 1980 et de 1985, le FRI s'allie au MNR, remportant trois sièges lors des deux élections. Lors des élections de 1989 et de 1993, le FRI fait partie de l'Accord patriotique, qui constitue un pacte électoral entre Hugo Banzer de l'Action démocratique nationaliste et le Mouvement de la gauche révolutionnaire, et remporte ainsi quatre sièges en 1989 et deux sièges en 1993. Lors des élections de 1997, le FRI remporte un siège sur une liste du MIR.
Le fondateur du parti, Oscar Zamora Medinaceli, est élu maire de Tarija entre 1987 et 1989 et entre 1994 et 1997.

### Présent (2000-présent)
Au tournant des années 2000, l'influence du parti dans la politique nationale s'amenuise. Il soutient la candidature du candidat d'opposition Mario Cossío au poste de gouverneur du département de Tarija lors des élections infranationales de 2010. Le parti s'allie ensuite à l'Unité démocrate, une coalition de partis de centre-droit dirigée par Samuel Doria Medina en vue des élections générales de 2014.
Lors des élections générales de 2019, le parti cherche un candidat présidentiel pour contrer le puissant parti Mouvement vers le socialisme dirigé par le président Evo Morales. L'ancien président bolivien Carlos Mesa Gisbert annonce peu de temps après sa candidature pour le FRI.